# Тарасов Олександр Михайлович
Олександр Михайлович Тарасов (9 травня 1911, місто Саратов, тепер Російська Федерація — 27 червня 1975, місто Москва) — радянський державний діяч, міністр автомобільної промисловості СРСР, голова Білоруської РНГ. Кандидат у члени ЦК КПРС у 1961—1975 роках. Депутат Верховної Ради СРСР 5—9-го скликань.

## Життєпис
Народився в родині робітника. У 1931—1932 роках — інженер-конструктор інституту «Гіпроавто».
У 1932 році закінчив Московський механічний інститут імені Ломоносова.
У 1932—1938 роках — інженер, начальник конструкторського бюро, начальник технічного відділу, в.о. головного інженера карбюраторно-арматурного заводу в місті Самарі (Куйбишеві).
У 1938—1939 роках — начальник технічного відділу Головного управління з виробництва запасних частин до автомобілів і тракторів Народного комісаріату машинобудування СРСР.
У 1939—1942 роках — начальник спеціального відділу, заступник головного інженера, головний інженер, заступник начальника Головного управління з виробництва запасних частин до автомобілів і тракторів Народного комісаріату середнього машинобудування СРСР.
Член ВКП(б) з 1940 року.
У 1942—1946 роках — головний інженер Московського карбюраторного заводу. У 1946—1947 роках — головний інженер Московського мотозаводу. У 1947—1949 роках — головний інженер Московського заводу малолітражних автомобілів.
У 1949—1951 роках — директор Алтайського тракторного заводу.
У 1951—1958 роках — директор Мінського тракторного заводу.
У 1958 — березні 1963 року — голова Ради народного господарства Білоруського економічного адміністративного району.
13 березня 1963 — 2 жовтня 1965 року — заступник голови Вищої Ради народного господарства Ради Міністрів СРСР — міністр СРСР.
2 жовтня 1965 — 27 червня 1975 року — міністр автомобільної промисловості СРСР.
Помер 27 червня 1975 року після важкої хвороби. Похований в місті Москві на Новодівочому цвинтарі.

## Нагороди
- два ордени Леніна
- орден Трудового Червоного Прапора
- орден «Знак Пошани»
- медалі